# Neosabellides litoralis
Neosabellides litoralis är en ringmaskart som beskrevs av Annenkova 1934. Neosabellides litoralis ingår i släktet Neosabellides och familjen Ampharetidae. Inga underarter finns listade i Catalogue of Life.